# Shogo Tokihisa
Shogo Tokihisa (født 15. april 1984) er en tidligere japansk fodboldspiller.
Han har spillet for flere forskellige klubber i sin karriere, herunder Ventforet Kofu, Giravanz Kitakyushu og FC Gifu.